# La Neuveville
La Neuveville (en alemán Neuenstadt, literalmente Nueva Villa o Villanueva) es una comuna y ciudad histórica suiza del cantón de Berna, situada en el distrito administrativo del Jura Bernés. Limita al norte con la comuna de Prêles, al este con Ligerz y Twann-Tüscherz, al sur con Erlach y Gals, y al oeste con Le Landeron (NE) y Lignières (NE).

## Historia
De 1797 a 1815, La Neuveville perteneció a Francia, la comuna hacía parte del departamento de Monte Terrible, y a partir de 1800, al departamento del Alto Rin, al cual el departamento de Monte Terrible fue anexado. En 1815, luego del Congreso de Viena, el territorio del antiguo Obispado de Basilea fue atribuido al cantón de Berna. 
Actualmente la comuna hace parte de la región del Jura bernés, la parte francófona del cantón de Berna.
Con tan solo 3400 habitantes, este pequeño pueblo medieval cuenta con el estatus de ciudad gracias al acuerdo sobre « las ciudades viejas » (Stadtrecht).
La Neuveville está situada a orillas del Lago de Bienne y a los pies de la cordillera del Jura.

## Transportes
Ferrocarril
Cuenta con una estación ferroviaria en la que efectúan parada trenes regionales. Por la estación pasa la siguiente línea ferroviaria:
- Línea ferroviaria Olten – Neuchâtel - Lausana.

Otros transportes
- Puerto de embarque Lago de Bienne.
- Bus del plateau de Diesse.

## Monumentos

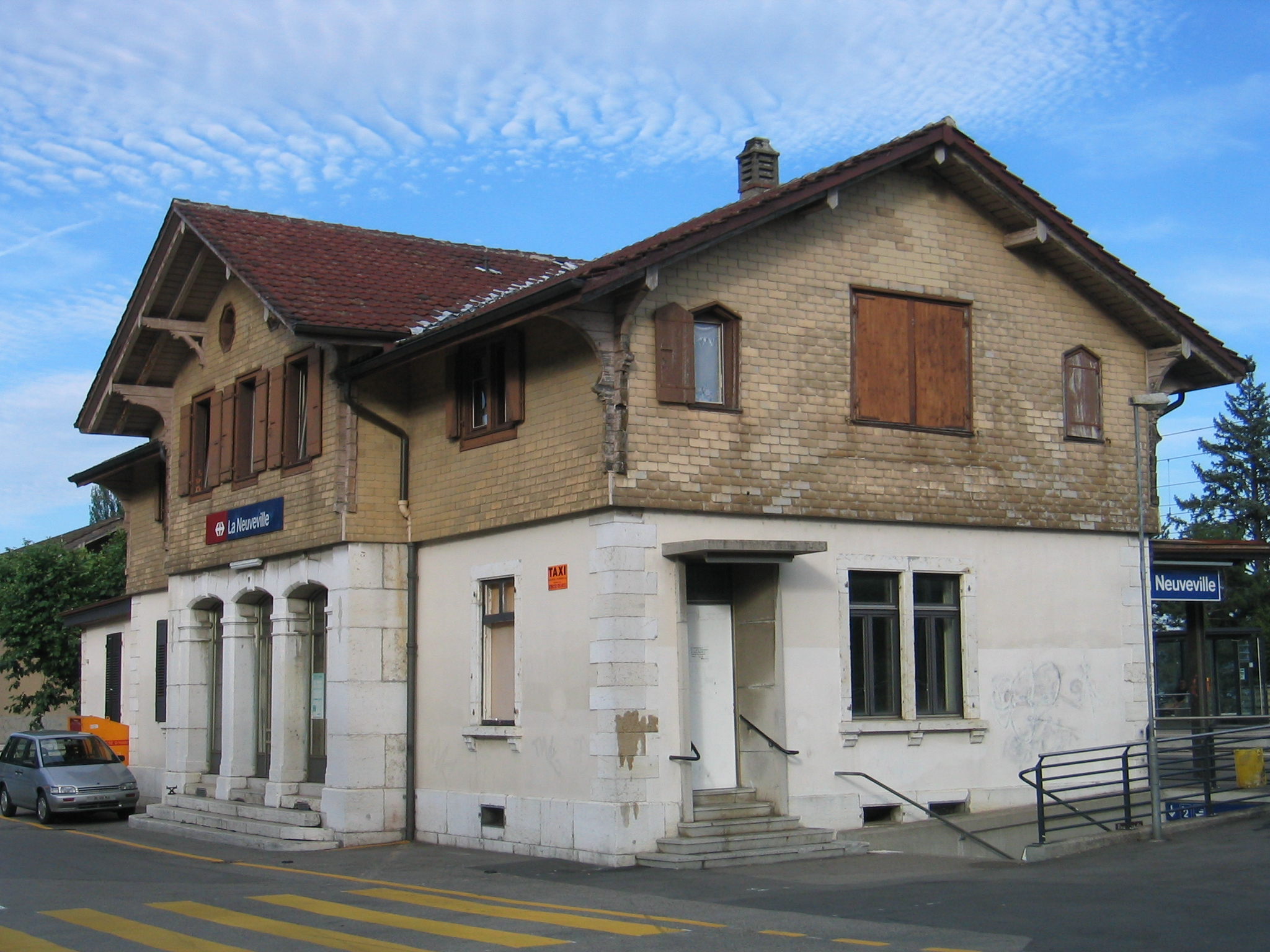
Estación de trenes de La Neuveville

- Historia
- El castillo de Schlossberg
  - Construido de 1283 a 1288 por el príncipe-obispo de Basilea
- Los muros de la ciudad
- Las torres de defensa militar
- La iglesia Blanca.
  - El monumento más antiguo aprox. 866
- Hotel de la Ciudad
  - Contiene las colecciones del Museo de historia
- El museo de la viña del Lago de Bienne en Chavannes

## Turismo
- La playa